# ديتريش جرونمير

بروفيسور جرونمير

ديتريش جرونمير (مواليد 12 نوفمبر 1952) هو أستاذ ألماني في مجال الطب وأحد مخترعي المايكروثيرابي (العلاج الدقيق). ولد ديتريش في كلاوستال تسيللرفيلت وترعرع في بوخوم مع اثنين من أخوانه.أخوه هيربرت هو مغني مشهور في الدول الناطقة بالألمانية. درس السينولوجي واللغة الرومانسية في بوخوم، ودرس الطب في كيل وتخرج في عام 1978. وفي عام 1982 حصل على الدكتوراة من جامعة فيتتن هيرديكه، التي أنهى فيها فترة إلزامية عام 1990 ليصبح بروفيسور جامعي.
بروفيسور هيربرت هو مدير مركز جرونمير للعلاج الدقيق (Grönemeyer Institute for MicroTherapy) في بوخوم. قام البروفيسور بتدريس علمي الأشعة والعلاج الدقيق في جامعة فتتن هيرديكه، وهو يعمل أيضا أستاذًا زائرًا في مدرسة طب هارفرد في بوسطن، وشتاينبايس-هوخشوله(Steinbeis-Hochschule) في برلين.

## مؤلفاته
- Interventionelle Computertomographie, Wien 1989. ISBN 3-89412-061-4 (zus. mit Rainer M. Seibel)
- Open Field Magnetic Resonance Imaging, Berlin u.a. 1999. ISBN 3-540-63781-8 (zus. mit Robert B. Lufkin)
- Mensch, Maschine, Mysterium, Schweiz 2000. ISBN 3-498-02500-7 (mit Julius Hackethal)
- Med. in Deutschland. Standort mit Zukunft, Berlin 2001. ISBN 3-936072-03-5
- Mensch bleiben, Freiburg i. Br. 2003. ISBN 3-451-28250-X
- Mein Rückenbuch, München 2004. ISBN 3-89883-101-9
- Gesundheitswirtschaft. Die Zukunft für Deutschland, Berlin 2004. ISBN 3-936072-28-0
- Mensch bleiben, neu bearbeitete und erweiterte Auflage, Freiburg i. Br. 2005. ISBN 3-451-28730-7
- Kapital Gesundheit. Für eine menschliche Medizin, München 2005, ISBN 3-442-15366-2
- Der kleine Medicus, Reinbek bei Hamburg 2005, ISBN 3-498-02500-7

## جوائز
- رجل العام لسنة 2003 (الولايات المتحدة)
- رجل الألفية (المملكة المتحدة)
- جائزة مستقبل العالم سنة 2003 (هامبورغ)

## وصلات خارجية
- ديتريش جرونمير على موقع IMDb (الإنجليزية)
- ديتريش جرونمير على موقع مونزينجر (الألمانية)
- ديتريش جرونمير على موقع ميوزك برينز (الإنجليزية)
- ديتريش جرونمير على موقع قاعدة بيانات الفيلم (الإنجليزية)
- مركز جرونمير للعلاج الدقيق